# Pangrapta albistigma
Pangrapta albistigma är en fjärilsart som beskrevs av George Francis Hampson 1897. Pangrapta albistigma ingår i släktet Pangrapta och familjen nattflyn. Inga underarter finns listade i Catalogue of Life.